# Lijst van nummer 1-hits in de Radio 2 Top 30 in 1970
Deze hits stonden in 1970 op nummer 1 in de BRT Top 30, de voorloper van de huidige Vlaamse Radio 2 Top 30.
| Nummer | Datum        | Artiest                      | Titel                             |
| ------ | ------------ | ---------------------------- | --------------------------------- |
| 1      | 2 mei        | Norman Greenbaum             | Spirit in the sky                 |
|        | 9 mei        | Norman Greenbaum             | Spirit in the sky                 |
| 2      | 16 mei       | The Soulful Dynamics         | Mademoiselle Ninette              |
|        | 23 mei       | The Soulful Dynamics         | Mademoiselle Ninette              |
| 3      | 30 mei       | Creedence Clearwater Revival | Up around the bend                |
|        | 6 juni       | Creedence Clearwater Revival | Up around the bend                |
|        | 13 juni      | Creedence Clearwater Revival | Up around the bend                |
| 4      | 20 juni      | James Lloyd                  | Keep On Smiling                   |
| 5      | 27 juni      | Christie                     | Yellow river                      |
|        | 4 juli       | Christie                     | Yellow river                      |
| 6      | 11 juli      | Shocking Blue                | Never marry a railroad man        |
| 7      | 18 juli      | Mungo Jerry                  | In the summertime                 |
|        | 25 juli      | Mungo Jerry                  | In the summertime                 |
|        | 1 augustus   | Mungo Jerry                  | In the summertime                 |
|        | 8 augustus   | Mungo Jerry                  | In the summertime                 |
| 8      | 15 augustus  | Roger Whittaker              | I don't believe in if anymore     |
|        | 22 augustus  | Roger Whittaker              | I don't believe in if anymore     |
| 9      | 29 augustus  | Pacific Gas & Electric       | Are You Ready?                    |
| 10     | 5 september  | Dizzy Man's Band             | Tickatoo                          |
|        | 12 september | Dizzy Man's Band             | Tickatoo                          |
| 11     | 19 september | Golden Earring               | Back home                         |
|        | 26 september | Golden Earring               | Back home                         |
|        | 3 oktober    | Golden Earring               | Back home                         |
| 12     | 10 oktober   | Marc Hamilton                | Comme j'ai toujours envie d'aimer |
|        | 17 oktober   | Marc Hamilton                | Comme j'ai toujours envie d'aimer |
|        | 24 oktober   | Marc Hamilton                | Comme j'ai toujours envie d'aimer |
|        | 31 oktober   | Marc Hamilton                | Comme j'ai toujours envie d'aimer |
|        | 7 november   | Marc Hamilton                | Comme j'ai toujours envie d'aimer |
| 13     | 14 november  | Les Humphries Singers        | To my father's house              |
|        | 21 november  | Les Humphries Singers        | To my father's house              |
| 14     | 28 november  | Neil Diamond                 | Cracklin' Rosie                   |
|        | 5 december   | Neil Diamond                 | Cracklin' Rosie                   |
| 15     | 12 december  | Jimmy Frey                   | Rozen voor Sandra                 |
| 16     | 19 december  | Tim Visterin                 | De vogel                          |
| 17     | 26 december  | George Harrison              | My sweet lord                     |